# المقمر (فرع العدين)

تعديل مصدري - تعديل

المقمر محلة تابعة لقرية الثلث، التابعة لعزلة بني احمد والثلث بمديرية فرع العدين إحدى مديريات محافظة إب في الجمهورية اليمنية، بلغ تعداد سكانها 21 حسب تعداد اليمن لعام 2004.